# 市中区 (内江市)
市中区是中国四川省内江市所辖的一个市辖区。总面积388平方公里，2023年，全区戶籍总人口40.74万人。区人民政府駐城东街道人民路2号。

## 行政区划
市中区下辖6个街道办事处、9个镇：
城东街道、城西街道、玉溪街道、牌楼街道、壕子口街道、乐贤街道、白马镇、史家镇、凌家镇、朝阳镇、永安镇、全安镇、靖民镇、龙门镇和交通镇。

## 人口民族
2020年末，根据内江市第七次全国人口普查公报显示：市中区常住人口为337106人，男性人口占比49.81%，女性人口占比50.19%，年龄结构中0-14岁占比14.23%，15-59岁占比59.86%，60岁以上占比25.91%，65岁以上占比20.44%。
2023年末，全区户籍人口总人口為40.74万人。60岁以上11.01万人，年出生人口0.1572万人。